# فایرلاون (اوهایو)
فایرلاون(به انگلیسی: Fairlawn) شهری در ایالت اوهایو کشور ایالات متحده آمریکا است که جمعیت آن در سرشماری سال ۲۰۱۰ میلادی، ۷٬۴۳۷ نفر بوده‌است.